# 王志强 (1914年)
王志强（1914年4月20日—1996年8月），男，回族，河南济源人，中华人民共和国政治人物。

## 生平

### 民国时期
王志强毕业于河南省立安阳高中。1938年2月，参加革命工作。1938年5月，王志强进入晋豫边区联络处游击干部训练班学习。同年6月，入延安抗日军政大学学习。1939年1月，加入中国共产党。1939年5月，入延安中共中央党校学习。1941年5月至9月，任延安陕北公学民族部指导员，1941年10月至1943年4月，任延安民族学院指导员、民族区主任、注册室主任、党总支部委员、党支部书记。1943年4月至1944年4月，任延安大学民族学院人事秘书。1944年4月至9月，在延安回协参加中外记者接待团工作。1944年9月至1947年1月，王志强任陕甘宁边区三边公学党总支部书记、教育处副处长、处长、代校长。1947年2月至10月，任中共陕甘宁边区三边地委统战部干事，1947年11月至1948年8月，任中共三边宁夏工委委员。1948年8月起，任中共宁夏工委委员。1948年8月至1949年9月，任中共三边地委副秘书长。

### 中华人民共和国时期
中华人民共和国成立后，1949年9月起，王志强任中共宁夏工委民族部副部长。1951年11月至1954年8月，任中共宁夏省委民族（统战）部部长。1954年秋至1957年10月，任中共甘肃省委委员；1955年3月起，王志强任中共甘肃省委统战部副部长。1955年4月至1957年，任甘肃省民委副主任。1957年10月起，任中共宁夏工委委员。1958年6月，国务院根据宁夏回族自治区的行政规划、人口、社会和经济状况，经过反复协商，确定划出甘肃省的银川专区、吴忠回族自治州、固原回族自治州和隆德县、泾源回族自治县等19个市、县，作为宁夏回族自治区的辖区。任命刘格平为宁夏回族自治区筹备委员会主任，正式成立了宁夏回族自治区筹备委员会，王志强担任筹备会委员。1958年6月至1959年12月，任中共宁夏工委、宁夏回族自治区委统战部部长。
1958年10月至1960年9月，宁夏回族自治区第一届人民代表大会第一次会议召开，选举王志强任宁夏回族自治区人民委员会副主席。1959年2月至1960年9月，任中共宁夏回族自治区委常委、宁夏回族自治区银川市委第一书记、银川市人民委员会市长。1961年5月起，王志强任宁夏回族自治区交通局副局长。1968年4月至1977年7月，任宁夏回族自治区革委会副主任，其间：1970年3月至1971年8月，任自治区革委会党的核心小组副组长。1971年8月至1977年7月，王志强任中共宁夏回族自治区委副书记。1996年8月，王志强在银川病逝。